# برج قنات النوج
برج قنات النوج مربوط به دوره قاجار است و در شهرستان شهر بابک، بخش مرکزی، دهستان خورسند، روستای قنات النوج، خیابان امام، کوچه حضرت ابوالفضل واقع شده و این اثر در تاریخ ۲۷ اسفند ۱۳۸۷ با شمارهٔ ثبت ۲۶۲۶۲ به‌عنوان یکی از آثار ملی ایران به ثبت رسیده است.